# Antonio-Gabi Popescu
Antonio-Gabi Popescu (n. 27 mai 1985) este un politician român, ales în 2024 din partea partidului Alianța pentru Unirea Românilor. 

## Carieră politică
Legislatura I (20204–prezent)

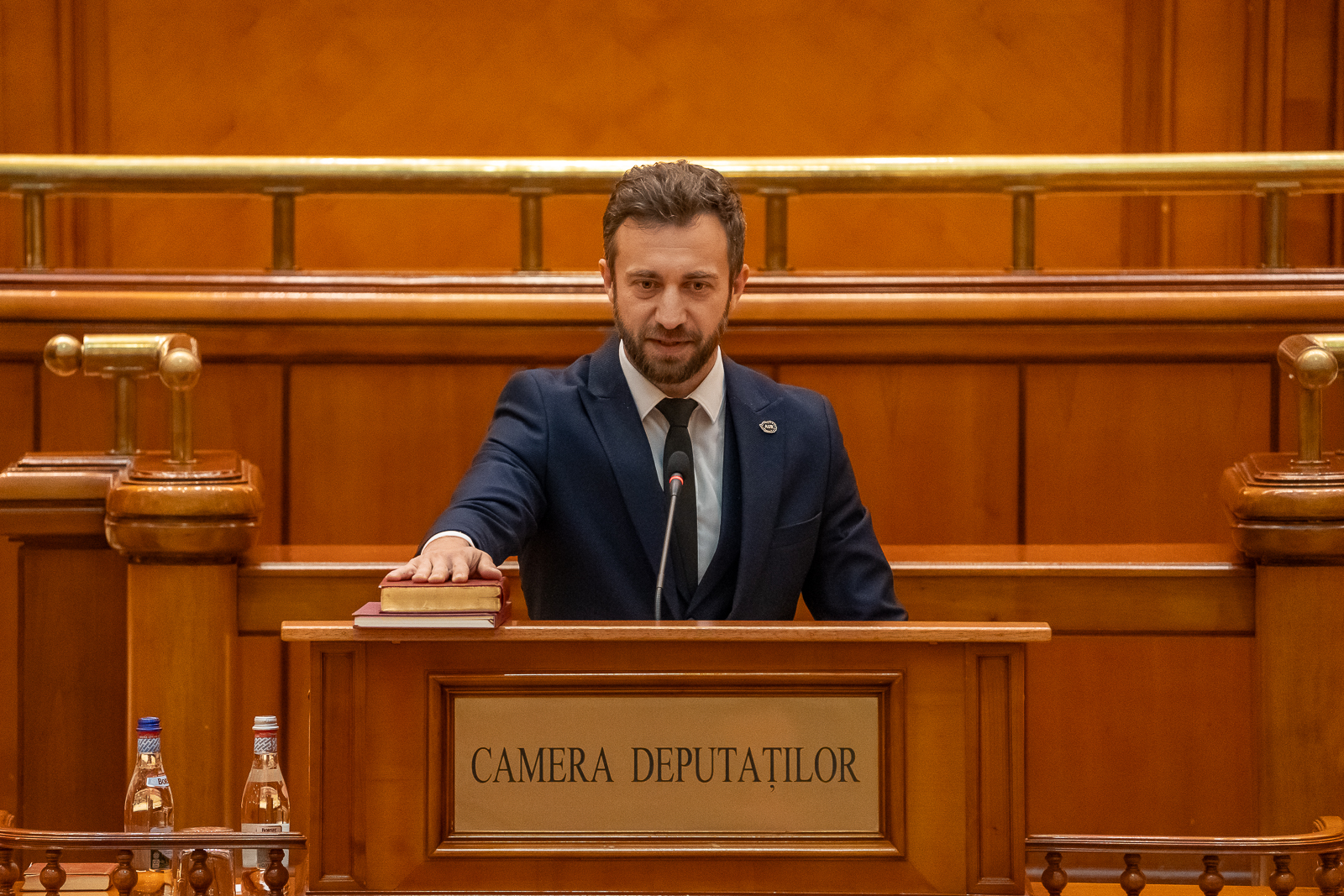
Popescu depunând jurământul, 21 decembrie 2024

În urma alegerilor parlamentare din 2024 pe 1 decembrie, Popescu a fost ales membru al Camerei Deputaților, în circumscripția nr. 40 Vâlcea, preluând mandatul pe 21 decembrie. Ca deputat este membru al Comisiei pentru drepturile omului, culte și problemele minorităților naționale, precum și este membru al grupurilor parlamentare de prietenie pentru Kârgâzstan (vicepreședinte), Slovacia, Malta și Slovenia.